# United Nations Framework Convention on Climate Change
United Nations Framework Convention on Climate Change, förkortat UNFCCC eller FCCC, ibland bara kallad klimatkonventionen är ett internationellt miljöfördrag som antogs på Riokonferensen i Brasilien 9 maj 1992. Fördraget trädde i kraft 21 mars 1994 och har syftet att "stabilisera halterna av växthusgaser i atmosfären på en nivå som förhindrar att mänsklig verksamhet påverkar klimatsystemet på ett farligt sätt". Klimatkonventionen innehåller inga bindande krav på minskade utsläpp, men ligger till grund för det lagligt bindande protokollet, Kyotoprotokollet från 1997, som kom att bli mer välkänt än själva klimatkonventionen. 
Till klimatkonventionen hör Parisavtalet som slöts 2015, med det viktigaste målet att begränsa den globala uppvärmningen till två grader.

## Parter

Parties to the UNFCCC
Parter i bilaga I and II
Parter i bilaga I
Icke-bilageparter
Observer states

Parterna i UNFCCC klassificeras som:
- Parter i bilaga I: Det finns 43 parter till UNFCCC listade i bilaga I till konventionen, inklusive Europeiska unionen.[2] Dessa parter klassificeras som industrialiserade (utvecklade) länder och övergångsekonomier(en) (EIT).[3] De 14 EIT-länderna är tidigare planekonomier i Sovjetunionen (Ryssland och Östeuropa).[4]
- Parter i bilaga I och II: Av de parter som förtecknas i bilaga I till konventionen är 24 också listade i bilaga II till konventionen, inklusive Europeiska unionen.[5] Dessa parter består av medlemmar av Organisationen för ekonomiskt samarbete och utveckling (OECD) 1992, minus Turkiet, plus EU. Parterna i bilaga II är skyldiga att tillhandahålla ekonomiskt och tekniskt stöd till EIT och utvecklingsländer för att hjälpa dem att minska sina utsläpp av växthusgaser och hantera effekterna av klimatförändringar (klimatanpassning ).[3]
- Minst utvecklade länder (LDC): 49 parter är minst utvecklade länder och ges särskild status enligt fördraget på grund av deras begränsade förmåga att anpassa sig till effekterna av klimatförändringar.[3]
- Icke-bilaga I: Parter till UNFCCC som inte är listade i bilaga I till konventionen är oftast låginkomsttagande[6] utvecklingsländer.[7] Utvecklingsländer kan frivilligt bli parter i Bilaga I när de är tillräckligt utvecklade.